# Charleston (Arkansas)
Charleston is een plaats (city) in de Amerikaanse staat Arkansas, en valt bestuurlijk gezien onder Franklin County.

## Demografie
Bij de volkstelling in 2000 werd het aantal inwoners vastgesteld op 2965.
In 2006 is het aantal inwoners door het United States Census Bureau geschat op 3025, een stijging van 60 (2,0%).

## Geografie
Volgens het United States Census Bureau beslaat de plaats een oppervlakte van
11,1 km², waarvan 10,9 km² land en 0,2 km² water. Charleston ligt op ongeveer 158 m boven zeeniveau.

## Plaatsen in de nabije omgeving
De onderstaande figuur toont nabijgelegen plaatsen in een straal van 24 km rond Charleston.